# Lac Hamilton et lac Catherine
 (janvier 2016).
Si vous disposez d'ouvrages ou d'articles de référence ou si vous connaissez des sites web de qualité traitant du thème abordé ici, merci de compléter l'article en donnant les références utiles à sa vérifiabilité et en les liant à la section « Notes et références ».
Pour les articles homonymes, voir Hamilton et Catherine.
Les Lac Hamilton et lac Catherine sont deux lacs artificiels situés dans l'État de l'Arkansas aux États-Unis. La construction de barrages sur la rivière Ouachita a créé de vastes retenues d'eau.

## Présentation
La construction d'un barrage hydro-électrique près de la ville de Hot Springs a engendré un premier lac appelé Hamilton.
Le lac Hamilton est lui-même séparé du lac Catherine par un autre barrage.
Le lac Hamilton fait 19 km2, et le lac Catherine 8 km2.